# 五沟营镇
五沟营镇，是中华人民共和国河南省驻马店市西平县下辖的一个乡镇级行政单位。

## 行政区划
五沟营镇下辖以下地区：
东南街村、寇店村、袁庄村、留册桥村、大崔村、龙泉寺村、王阁村、常湾村、北街村、丁吕村和洄曲赵村。